# Ángel Ter
Ángel Ter (San Sebastián, 5 de abril de 1922-Madrid, 24 de julio de 1987) fue un actor de cine y de doblaje. Su actividad cinematográfica, básicamente en papeles de reparto, suman alrededor de ochenta títulos, fundamentalmente entre la décadas de 1950 y 1980.

## Filmografía
- Aventuras de Esparadrapo (1949) (Solo voz)
- La tienda de antigüedades (1949)
- Facultad de Letras (1950)
- Cancha vasca (1954)
- Secretaria peligrosa (1955)
- ¡Aquí hay petróleo! (1955)
- Minutos antes (1956)
- Recluta con niño (1956)
- Retorno a la verdad (1956)
- Cara de goma (1957)
- El batallón de las sombras (1957)
- El fotogénico (1957)
- La guerra empieza en Cuba (1957)
- Lo que cuesta vivir (1957)
- Los ángeles del volante (1957)
- Roberto el diablo (1957)
- Un abrigo a cuadros (1957)
- El puente de la paz (1958)
- Farmacia de guardia (1958)
- Las chicas de la Cruz Roja (1958)
- Los misterios del rosario (1958)
- Villa Alegre (1958)
- ¡Viva lo imposible! (1958)
- El día de los enamorados (1959)
- Juego de niños (1959)
- Pescando millones (1959)
- Vida sin risas (1959)
- La quiniela (1960)
- Amor bajo cero (1960)
- El Litri y su sombra (1960)
- El pequeño coronel (1960)
- Feria en Sevilla (1960)
- Una chica de Chicago (1960)
- Festival en Benidorm (1961)
- Alma aragonesa (1961)
- Don José, Pepe y Pepito (1961)
- Historia de un hombre (1961)
- Honorables sinvergüenzas (1961)
- Kilómetro 12 (1961)
- Eva 63 (1963)
- La chica del trébol (1963)
- Piedra de toque (1963)
- Se necesita chico (1963)
- El pecador y la bruja (1964)
- Fin de semana (1964)
- La chica del gato (1964)
- Llegaron los marcianos (1964)
- Tengo 17 años (1964)
- Un puente sobre el tiempo (1964)
- Los cien caballeros (1964)
- El halcón de Castilla (1965)
- El secreto del capitán O'Hara (1965)
- El sheriff no dispara (1965)
- El último mohicano (1965)
- Veneri in collegio (1965)
- Historias de la televisión (1965)
- Operación Póker (1965)
- El bordón y la estrella (1966)
- La barrera (1966)
- La ciudad no es para mí (1966)
- Mañana de domingo (1966)
- Nuevo en esta plaza (1966)
- El aventurero de Guaynas (1966)
- Alambradas de violencia (1967)
- Club de solteros (1967)
- El tesoro del capitán Tornado (1967)
- La niña del patio (1967)
- Los celos y el duende (1967)
- Amor a todo gas (1969)
- El apartamento de la tentación (1971)
- Corazón solitario (1972)
- Mágica aventura (1974) (Solo voz)
- La boda del señor cura (1979)
- Supersonic Man (1979)
- Fredy, el croupier (1982)
- Las autonosuyas (1983)
- El cura ya tiene hijo (1984)
- La hoz y el Martínez (1985)
- Policía (1987)